# Pamatan
Pamatan es el nombre de un ciudad nunca descubierta en Lombok, isla de Indonesia, capital del reino de Lombok. La ciudad fue destruida por la Erupción del volcán Samalas (1257) y mientras, según se dice la familia real y su rey sobrevivieron, por el contrario, la ciudad desapareció por completo.
Si fuera redescubierta se podría convertir en la "Pompeya Oriental" y ofrecer pistas de cómo las sociedades pudieron responder a catástrofes volcánicas.